# EXO Next Door
EXO Next Door là bộ webdrama hài - lãng mạn của nhóm nhạc EXO được sản xuất bởi SM Entertainment (công ty chủ quản của EXO) phối hợp với LINE TV. Bộ phim gồm 16 tập, bắt đầu phát sóng vào 9 tháng 4 năm 2015 và tiếp tục phát sóng vào mỗi thứ ba và thứ năm hàng tuần trong vòng 2 tháng.
Nội dung phim nói về một cô gái bình thường tên Ji Yeonhee - cô gái xinh đẹp và hay xấu hổ - phát hiện ra hàng xóm của mình là ngôi sao EXO.
Bộ phim đã thể hiện khả năng diễn xuất của các thành viên EXO. EXO Next Door đạt ngưỡng 50 triệu lượt xem trên Naver, là bộ phim trực tuyến (webdrama) đạt doanh số cao nhất trong lịch sử phim trực tuyến của Hàn Quốc.
Ca khúc nhạc phim mang tên “Beautiful” do Baekhyun thể hiện cũng đạt all-kill sau khi phát hành và là OST webdrama đầu tiên đứng đầu các bảng xếp hạng.

## Diễn viên
Park Chanyeol vai Chanyeol → Anh là người cao ráo xuất hiện rạng rỡ. Anh là một thiên tài âm nhạc và là thành viên của nhóm nhạc thần tượng hàng đầu “EXO”. Anh không bao giờ buồn ở bất cứ đâu và luôn vui vẻ lịch lãm. Một ngày, đột nhiên mọi thứ thay đổi với anh. Chanyeol đã rơi vào một cuộc khủng hoảng âm nhạc
Do Kyungsoo vai D.O. → Anh là chàng trai nhà kế bên với nụ cười ấm áp và thân thiện, hiền lành. Anh làm tan chảy trái tim của Yeonhee với nụ cười quyến rũ của mình và đó là cuộc tình tay ba giữa anh, cô ấy, và Chanyeol.
Byun Baekhyun vai Baekhyun → Anh là bạn thân của Chanyeol và là hát chính của EXO. Anh được mệnh danh là “Hoàng tử ballad châu Á”. Anh bắt đấu để ý đến sự giảm sút âm nhạc của Chanyeol trong khi anh chuẩn bị hát đơn với ca khúc Chanyeol sáng tác.
Oh Sehun vai Sehun → Anh ấy cao và nhìn giống như chạm khắc bởi các vị thần. Anh khiến mọi người xung quanh anh cảm thấy nhỏ bé. Anh có nhiều sự cuốn hút trên sân khấu, tuy nhiên sau sân khấu anh ta là người có tính cách 4D. Anh là bạn của em trai nữ diễn viên chính Kwangsoo.
Moon Ga-young vai Ji Yeonhee → Cô gái sống cạnh bên EXO. Liên quan đến mối tình tay ba của Chanyeol và D.O.
Suho, Xiumin, Lay, Chen, Tao, và Kai → Ngôi sao lớn và các thành viên của EXO.